# Paxton, Florida
Paxton är en kommun (town) i Walton County i Florida. Vid 2020 års folkräkning hade Paxton 556 invånare.